# Río Colorado (El Mostazal)
El río Colorado es un curso de agua que nace cerca del paso La Colorada y desemboca en el río Mostazal de la cuenca del río Limarí, en la Región de Coquimbo, Chile.

## Historia
Luis Risopatrón lo describe en su Diccionario Jeográfico de Chile en 1924:: 239 
Colorado (Río). Nace en las vecindades del paso Las Coloradas, corre hacia el NW en un cajón en el que no falta el pasto i la leña i se vácia en la marje S del curso superior del río de El Mostazal, donde se encuentran bonitas vegas.